# Yoko Sakaue
Yoko Sakaue (坂上 洋子, Sakaue Yōko), née le 29 août 1968 dans la préfecture de Nagasaki, est une judokate japonaise.

## Palmarès international en judo
| Jeux olympiques     | Jeux olympiques | Jeux olympiques |
| Année               | Médaille        | Catégorie       |
| ------------------- | --------------- | --------------- |
| 1992                | bronze          | +72 kg          |
| Championnats d'Asie |                 |                 |
| Année               | Médaille        | Catégorie       |
| 1985                | argent          | +72 kg          |
| 1985                | bronze          | Open            |
| 1988                | bronze          | Open            |